# Hinrich Schuldt

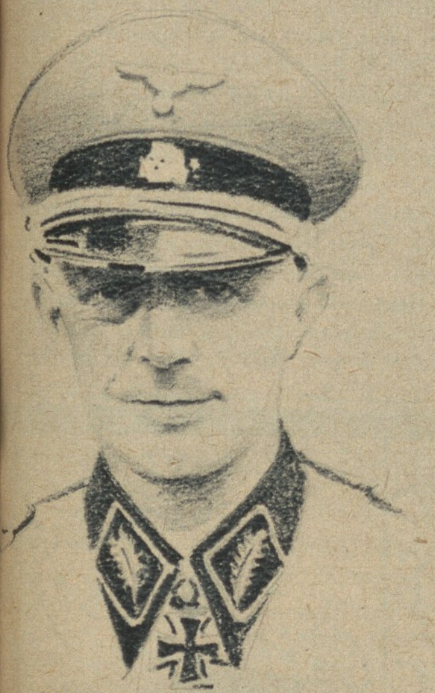
SS-Standartenführer Hinrich Schuldt

Rudolf Hinrich Schuldt (* 14. Juni 1901 in Blankenese; † 15. März 1944 in Petschane (Bezirk Ostrow)) war ein deutscher Offizier der Reichsmarine, später der SA, SS, Polizei und Waffen-SS im Zweiten Weltkrieg. Nach seinem Tod wurde er posthum zum SS-Brigadeführer und Generalmajor der Waffen-SS befördert. Schuldt gehörte zu den zwanzig Angehörigen der Waffen-SS, denen das Ritterkreuz des Eisernen Kreuzes mit Eichenlaub und Schwertern verliehen wurde.

## Familie
Hinrich Schuldt war der Sohn des HAPAG Kapitäns und späteren Schiffseigners Rudolf Schuldt († 1922) und dessen Ehefrau Meta geborene Hinrichsen (* 1873). Am 8. Juli 1942 heiratete Schuldt in Den Haag die Sekretärin Ilse Schleyer, die Ehe blieb kinderlos.

## Leben

### Jugend
Schuldt besuchte zunächst die Oberrealschule in Flensburg und legte im März 1922 sein Abitur ab. In seiner Jugend war er Mitglied der Deutschvölkischen Freiheitspartei (DVFP) der Ortsgruppe Flensburg. Daneben gehörte er dem Deutschvölkischen Schutz- und Trutzbund sowie der Organisation „Escherich“ an.

### Reichsmarine
Schuldt trat am 1. April 1922 als Seekadett in die Reichsmarine ein. Er gehörte dort als Seeoffiziersanwärter zur Crew 22; jener Crew in der auch Reinhard Heydrich seinen Dienst antrat. Seine Grundausbildung absolvierte der Seekadett von April bis September 1922 bei der 2. Korporalschaft in Kiel-Holtenau. Die anschließende praktischen Bordausbildungen absolvierte er von Oktober 1922 bis Ende März 1924 auf den Schiffen Braunschweig, Niobe und Berlin. An Bord dieser Schiffe bereiste Schuldt Italien, Portugal, Spanien und Frankreich. Während dieser Zeit erwarb Schuld seinen privaten Pilotenschein. Am 1. April 1924 erfolgte seine Beförderung zum Fähnrich zur See. Im April 1926 folgte die zum Oberfähnrich zur See und im Oktober des gleichen Jahres die zum Leutnant zur See. Im Januar 1928 schied Schuldt nach einer rassistischen Äußerung aus der Reichsmarine aus. Hintergrund dessen war seine Aussage gegenüber einem jüdischen Angehörigen der Reichsmarine, dass Nichtarier prinzipiell nicht zum Soldaten taugen würden.

### Privatwirtschaft
Schuldts Ausschluss aus der Reichsmarine führte nicht zu seiner Abkehr vom Seewesen. Von 1929 bis Dezember 1933 arbeitete er als seemännisch-militärischer Lehrer an der Hanseatischen Yachtschule in Sierksdorf. Während dieser Zeit trat Schuldt im Dezember 1931 der Nationalsozialistischen Deutschen Arbeiterpartei (NSDAP) bei, die seine Aufnahme am 1. Februar 1932 mit der Mitgliedsnummer 975.664 bestätigte. Am gleichen Tag trat er auch als SA-Mann der SA bei. Mit Wirkung zum 12. Dezember 1933 wechselte Schuldt im Range eines SS-Sturmführers zur SS-Standarte „Adolf Hitler“, ohne jedoch offiziell zur SS zu wechseln. Anschließend fungierte er in dieser SS-Standarte bis Januar 1934 als Zugführer. Danach wieder im Dienst der SA, war Schuldt bis Juni 1934 zunächst zum Stab des Chefs des Ausbildungswesens der SA Friedrich Wilhelm Krüger kommandiert; später war er Ausbildungsreferent in der Inspektion der Marinestürme der SA unter dem SA-Untersturmführer und späterem NSFK-Obergruppenführer Alfred Krüger.

### Schutzstaffel
Am 25. April 1934 bat Schuldt beim Reichsführer SS Heinrich Himmler um Übernahme in die SS. Zugleich schaltete er seinen alten Crewkameraden Heydrich in dieser Sache ein. Am 11. Juni 1934 wurde Schuldts Wunsch entsprochen und er trat als SS-Mann zur „Leibstandarte SS Adolf Hitler“ über (SS-Nummer 242.677). Anschließend war Schuldt, nunmehr in der umbenannten Leibstandarte SS „Adolf Hitler“ bis Oktober 1934 Zugführer. Danach war er bis November 1938 Führer des 3. Sturms im dortigen I. Sturmbann. In dieser Zeit erfolgte am 10. Januar 1935 seine Beförderung zum SS-Obersturmführer und im März 1935 die zum SS-Hauptsturmführer. Im Oktober 1938 nahm Schuldt am Anschluss des Sudetenlandes teil, wo er mit einem PKW verunglückte und sich Verletzungen zuzog, die einen dreiwöchigen Lazarettaufenthalt in Plauen führten, später musste er sich noch zwei Operationen unterziehen. Am 1. November 1938 erfolgte seine Abkommandierung in die SS-Standarte „Germania“ nach Hamburg, wo Schuldt im Stab des I. Sturmbanns Verwendung fand. Dort erfolgte am 9. November des gleichen Jahres seine Beförderung zum SS-Sturmbannführer. Im Juni 1939 erfolgte seine Versetzung zur SS-Standarte „Deutschland“ nach München, wo er als Bataillonskommandant eingesetzt wurde.

### Zweiter Weltkrieg
Beim deutschen Überfall auf Polen war Schuldt Führer der nach ihm benannten Kampfgruppe Schuldt bei der SS-Standarte Deutschland im Verband der Panzer-Division Kempf. Seine Kampfgruppe bestand aus zwei Schützen-Kompanien, einer halben MG-Kompanie sowie der Panzer-Kompanie Hoheisel und einem Infanterie-Geschütz-Zug (IG-Zug). Nach Beendigung der Kampfhandlungen in Polen wurde Schuldt zum SS-Regiment „Germania“ (Karl Demelhuber) zur Dienstleistung kommandiert, wo er die Dienstaufsicht aller unterstellten Regimentseinheiten innehatte. Mitte Dezember 1939 wurde Schuldt zur Polizei-Aufklärungs-Abteilung abkommandiert, dessen Führung er vom 1. Januar bis Ende März 1940 innehielt. Im Anschluss hieran zur 4. SS-Totenkopf-Standarte „Ostmark“ kommandiert, war Schuldt zunächst in dessen Stab und ab 30. April 1940 Bataillonskommandant des I. Bataillons. Als dieser war seine Standarte im Rahmen des Westfeldzuges Besatzungsmacht in den Niederlanden. Im August 1940 folgte die Umbenennung der 4. SS-Totenkopf-Standarte „Ostmark“ in das SS-Infanterie-Regiment 4.
Nach Beginn des Ostfeldzuges wurde Schuldt mit Wirkung zum 15. Juli 1941 zum SS-Infanterie-Regiment 5 versetzt, wo er die Führung des I. Bataillons übernahm. In dieser Stellung erfolgte am 1. September 1941 seine Beförderung zum SS-Obersturmbannführer. Als solcher führte Schuldt vom 13. September 1941 bis 20. April 1942 SS-Infanterie-Regiment 4 im Verband der 2. SS-Infanterie-Brigade im Nordabschnitt der Ostfront. An jenem 20. April 1942 erhielt sein Regiment aufgrund ihrer Kampfverdienste den Ehrennamen Langemarck verliehen und wurde in das SS-Regiment „Langemarck“ umbenannt, welches Schuldt weiterhin bis 1. Dezember 1942, seit 7. August nunmehr SS-Standartenführer, befehligte. Zu diesem Zeitpunkt war das Regiment zur Auffrischung nach Frankreich verlegt worden, wo sich Schuldt im November 1942 in Tessy von seinem Regiment verabschiedete.

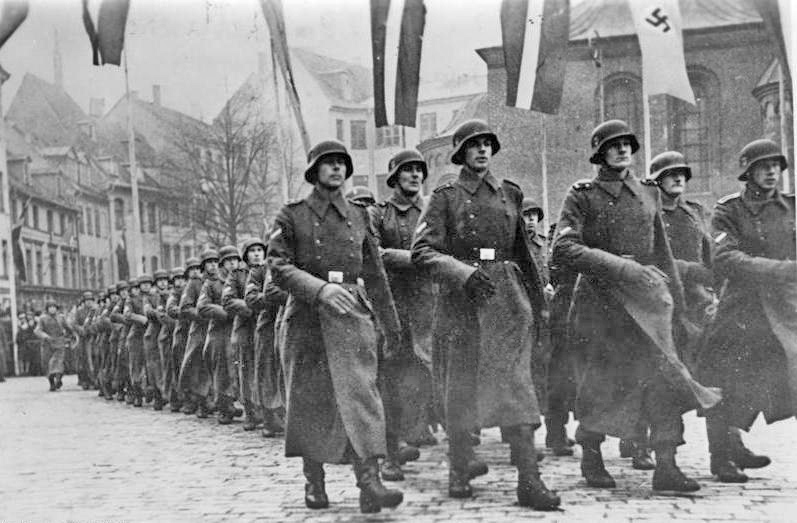
Lettische Angehörige der Waffen-SS anlässlich des lettischen Nationalfeiertags am 18. November 1943.

Am 1. Dezember 1942 wurde Schuldt Führer der nach ihm benannten Kampfgruppe Schuldt an der Don-Front. Seine Kampfgruppe war dabei ein Gemisch aus verschiedenen Einheiten der Waffen-SS, darunter Teile der Leibstandarte SS Adolf Hitler, SS-Polizei-Einheiten und weiterer Teile der SS-Panzergrenadier-Division „Das Reich“. Am 23. Februar bzw. am 26. Februar 1943 wurde Schuldt im Raum Nikitowka-Bachtewitsch binnen weniger Tage zweimal durch Granatsplitter verwundet. Anfang März 1943 wurde er aus diesem Grunde in das SS-Lazarett Berlin-Lichterfelde eingeliefert und tags darauf seine Gruppe aus dem Kampfeinsatz herausgezogen. Am 15. März 1943 erfolgte die Auflösung seiner Kampfgruppe in Debica. Am 11. Mai 1943 überreichte ihm Adolf Hitler auf dem Obersalzberg für seine bisherigen Verdienste das Eichenlaub zum Ritterkreuz des Eisernen Kreuzes. Immer noch in der Genesungsphase begriffen, schrieb Schuldt am 29. Juni 1943 an den SS-Obergruppenführer Hans Jüttner die Bitte um Übertragung eines neuen Fronteinsatzes. Daraufhin bestimmte Reichsführer SS Himmler, dass Schuldt nach der Wiederherstellung seiner Gesundheit das 2. (lett.) SS-Freiwilligen-Brigade der Lettischen SS-Verbände zu übernehmen habe. Nachdem Schuldt im gleichen Monat aus dem Lazarett entlassen worden war, erhielt er mit Wirkung zum 1. September 1943 das Kommando der ihm vorgesehenen Brigade. Am 5. September 1943 erfolgte die Befehlsübernahme und am 9. November 1943 wurde Schuldt zum SS-Oberführer befördert. Der Kampfraum seiner Einheit lag im Raum Peipussee und Ilmensee sowie m Wolchowbrückenkopf am Nordabschnitt der Ostfront. Die Brigade Schuldts wurde im Laufe ihrer Existenz noch zweimal umbenannt. Einmal in die 2. Lettische SS-Freiwilligen-Brigade und am 7. Januar 1944 in 19. Waffen-Grenadier-Division der SS (lettische Nr. 2). Die Division unterstand ab Januar 1944 dem XXXVIII. Panzerkorps (General der Artillerie Kurt Herzog).

### Tod
Am 15. März 1944 wurde Schuldt in der Nähe des Dorfes Petschane durch einen Pak-Volltreffer tödlich getroffen. Er wurde 42 Jahre alt. Seine Aufbahrung erfolgte in Riga und die Beisetzung erfolgte ebendort auf dem dortigen Waldfriedhof II an der Rigaer Domkirche. Am 16. März 1944 wurde Schuldt posthum zum SS-Brigadeführer befördert und vom General des XXXVIII Armeekorps Herzog für die Verleihung der Schwerter zum Eichenlaub vorgeschlagen, welche ihm am 25. März 1944 verliehen wurden. Am 1. Juni 1944 bewilligte Hitler Schuldts Mutter eine monatliche Beihilfe von 150 Reichsmark und am 15. Januar 1945 erhielt das 43. Waffen-Grenadier-Regiment der SS (lettische Nr. 2) den Ehrennahmen „Hinrich Schuldt“.

## Auszeichnungen
- Reichssportabzeichen in Bronze[1]
- DLRG-Abzeichen in Bronze[1]
- Lebensrettungsmedaille in Silber[1]
- SA-Sportabzeichen in Gold[1]
- Julleuchter der SS am 16. Dezember 1935[1]
- Ehrendegen Reichsführer SS im Jahr 1936[1]
- Olympia-Ehrenzeichen II. Klasse im Jahr 1937[1]
- Totenkopfring der SS im Jahr 1938[1]
- Medaille zur Erinnerung an den 13. März 1938[1]
- Medaille zur Erinnerung an den 1. Oktober 1938[1]
- Eisernes Kreuz (1939) II. und I. Klasse am 24. Oktober 1939 bzw. Oktober 1941[1]
- Infanterie-Sturmabzeichen in Silber[1]
- Verwundetenabzeichen in Silber[1]
- SS-Dienstauszeichnungen[1]
- Ritterkreuz des Eisernen Kreuzes am 5. April 1942[1]
  - Eichenlaub am 2. April 1943 (220. Verleihung)[1]
  - Schwerter am 25. März 1944 (56. Verleihung)[1]
- Medaille Winterschlacht im Osten 1941/42 im Jahr 1942[1]
- Deutsches Kreuz in Gold am 21. April 1943[1]
- Nennung im Wehrmachtbericht am 29. Februar 1944[1]